# 梵志登
梵志登，SBS（荷蘭語發音：[ja:p fan zwe:dən]，1960年12月12日—），荷蘭指揮家、小提琴家，曾任香港管弦樂團及紐約愛樂樂團音樂總監，並於2023年2020年10月獲頒香港政府授予的銀紫荊星章。，梵志登首爾愛樂樂團音樂總監。2024年11月21日，台灣長榮交響樂團宣佈梵志登將於2025年開始擔任樂團的駐團藝術家一職。

## 生平
梵志登出生於阿姆斯特丹，五歲時受鋼琴家父親的鼓勵開始學習小提琴。十五歲時在奧斯卡·巴克小提琴比赛中勝出，因此進入美國茱莉亞音樂學院，師從多罗西·迪蕾。1979年，十八歲的梵志登成為皇家音樂廳管弦樂團史上最年輕的樂團首席，直至1995年。
梵志登在一次雷納德·伯恩斯坦在柏林請其帶領樂團後，開始接觸指揮一職。他自稱從皇家音樂廳管弦樂團的指揮中學到了許多指揮技巧，最初只是指揮一些小型演出，1997年起開始成爲全職指揮，先是擔任荷兰交响乐团（又稱“東方樂團”）的首席指揮，直至2000年。2000至2005年在海牙愛樂樂團任首席指揮，這段時期他錄制了貝多芬的全部交響曲。
梵志登歷任荷兰广播爱乐乐团首席指揮（2007－2012年，2012年起任榮譽指揮）、達拉斯交響樂團音樂總監（2007－2019年）、安特卫普交响乐团首席指揮（2008－2011年）。
歐洲以外，梵志登於1996年和聖路易斯交響樂團合作，首次在美國指揮。他第二次在美國作指揮是在2006年2月，作為客席指揮與達拉斯交響樂團合作，該次演出亦受到廣泛讚譽。2018年起，梵志登成爲紐約愛樂樂團史上第26任音樂總監。
2012年1月，香港管弦樂團宣布梵志登將出任音樂總監，四年合約由2012年8月1日開始。2012年9月28日，梵志登作為音樂總監和樂團及小提琴家宁峰進行了首演。
2014年，梵志登因為肩周疼痛，遵醫囑休養三個星期，並取消了數場香港管弦樂團、達拉斯交響樂團及芝加哥交響樂團的演出。

## 個人生活
1983年，梵志登與藝術家阿特耶·梵比倫（Aaltje Van Zweden-van Buuren）結婚。他們有一個女兒和三個兒子，分別是安娜-索菲亞（Anna-Sophia）、丹尼爾（Daniel）、本亞明（Benjamin）和亞歷山大（Alexander）。梵志登因為兒子本亞明有自閉症而對此疾病特別關注，1997年與妻子成立了“帕帕基諾基金會”（Papageno Foundation），為自閉症兒童提供音樂治療及其它協助。